# Bonnetia stricta
Bonnetia stricta är en tvåhjärtbladig växtart som först beskrevs av Christian Gottfried Daniel Nees von Esenbeck, och fick sitt nu gällande namn av Carl Friedrich Philipp von Martius. Bonnetia stricta ingår i släktet Bonnetia och familjen Bonnetiaceae. Inga underarter finns listade i Catalogue of Life.